# Mairena del Aljarafe
Mairena del Aljarafe er en by og kommune i det sydlige Spanien i provinsen Sevilla. Den har et indbyggertal på 47.898 (2024) indbyggere.